# Кирюхин, Александр Григорьевич
Алекса́ндр Григо́рьевич Кирю́хин (укр. Олександр Григорович Кирюхін; род. 1 октября 1974, Никополь, Днепропетровская область) — украинский футболист, защитник. Выступал за сборную Украины.

## Карьера

### Клубная
Воспитанник футбольной школы города Никополя. Известен по выступлениям за «Металлург» (Никополь), «Уралан» (Элиста), «Динамо» (Киев), «Крылья Советов», «Кривбасс», «Черноморец» (Новороссийск), «Динамо» Санкт-Петербург и СКА-Энергия (Хабаровск).

### В сборной
За сборную Украины сыграл 2 матча, первый 20 марта 1999 года в товарищеском матче со сборной Грузии, второй, так же товарищеский, 18 августа 1999 года в матче со сборной Болгарии.

## Достижения
- Чемпион Украины (2): 1998, 1999